# Agave inaequidens
Agave inaequidens ist eine Pflanzenart aus der Gattung der Agaven (Agave).

## Beschreibung
Agave inaequidens wächst als einzelne, offen ausgebreitete Rosette mit einem kurzen Stamm. Die dickfleischigen, variabel geformten Laubblätter sind breit oder schmal lanzettlich bis verkehrt lanzettlich, aufsteigend bis auswärts gebogen. Ihre Oberseite ist vor allem zur gerundeten Basis hin konkav. Die Blätter sind hellgrün bis gelbgrün und nur selten schwach glauk. Sie werden meist 75 bis 150 Zentimeter lang und 11 bis 21 Zentimeter breit. Die Blattränder sind wellig bis ausgeschweift gekerbt. Die kastanienbraunen bis dunkelbraunen Randzähne sind entweder gerade oder unterschiedlich gebogen, wobei die abgeflachte Basis länger ist als die Zähne hoch sind. Die Randzähne sind 8 bis 10 Millimeter lang und stehen 2,5 bis 4 Zentimeter auseinander. Der dunkelbraune, kräftige Enddorn ist 2,5 bis 5,5 Zentimeter lang.
Der 5 bis 8 Meter hohe Blütenstand ist rispig und schmal. Der Schaft ist kurz. Die 30 bis 50 kompakten Teilblütenstände befinden sich in der oberen Hälfte des Blütenstandes. Die Einzelblüten sind 6 bis 7 Zentimeter lang. Ihre Tepalen sind anfangs rötlich purpurfarben. Im geöffneten Zustand sind sie gelb. Sie besitzen ungleiche rötliche Zipfel von 25 bis 30 (selten 34) Millimeter Länge. Die Blütenröhre ist 5 bis 12 (selten 15) Millimeter lang.

## Systematik und Verbreitung
Agave inaequidens ist in Zentralmexiko verbreitet.
Die Erstbeschreibung wurde 1860 von Karl Heinrich Koch vorgenommen. Es werden folgende Unterarten unterschieden:
- Agave inaequidens subsp. inaequidens
- Agave inaequidens subsp. barrancensis

## Nachweise